# Index Theologicus

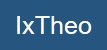
Ixtheo Logo

Index Theologicus (IxTheo) è una bibliografia internazionale Open Access di Teologia e Scienze Religiose. Essa abbraccia una vasta gamma di informazioni scientifiche utili per la ricerca teologica dal Medioevo fino ai nostri giorni. Index Theologicus è edito dalla Biblioteca e dalle Facoltà di Teologia Protestante e Cattolica dell'Università di Tubinga.

## Storia
Nel 1975 venne fondato a Tubinga il Zeitschrifteninhaltsdienst (ZID). Esso era un servizio bibliografico internazionale ed interconfessionale nel quale gli indici delle più importanti riviste scientifiche in abbonamento nell'ambito del programma Sondersammelgebiet (SSG) venivano collazionate, dotate di un indice autori, nomi e passi biblici, ed inviate in fascicoli mensili agli utenti abbonati.
Dal 1997 l'indicizzazione per soggetto avviene anche grazie al sostegno del Verband der Diözesen Deutschlands (VDD)  e da allora il ZID si fa carico anche dello spoglio di riviste scientifiche che fino al 1995 erano sotto la responsabilità della Katholische Religionspädagogische Dokumentationsstelle (München).
Nel 1995 la bibliografia venne completamente computerizzata grazie ad una bancadati. Tra il 1995 e il 1996 la bancadati conteneva più di 22.000 articoli di circa 480 differenti riviste scientifiche e volumi collettanei. Solo due anni più tardi il numero crebbe esponenzinalmente fino a raggiungere la cifra di 67.000 articoli di 600 riviste e 200 volumi collettanei. Nello stesso anno si avviò anche un progetto di catalogazione retrospettiva dei fascicoli stampati tra il 1975 ed il 1994.
Per facilitare e rendere più precisa la ricerca di titoli venne introdotta nel 1995, oltre all'indicizzazione a soggetto mediante linguaggio controllato, una classificazione a faccette (IxTheo-Klassifikation Archiviato il 30 novembre 2018 in Internet Archive.) composta die 13 categorie principali e 139 classi.
La computerizzazione del servizio bibliografico comportò anche una più moderna messa a disposizione dei dati agli utenti, mediante Floppy Disk prima e Compact disc dopo. Dal 1997 al 2001 la bancadati fu distribuita direttamente dalla Biblioteca dell'Università di Tubinga; dal 2002 fino al 2006 invece dalla casa editrice Mohr-Siebeck.
Sul finire dell'anno 2000 venne definitivamente sospesa la stampa dei fascicoli mensili. Dal 2002 la bancadati porta il nome di Index Theologicus.
Dal 2007 IxTheo è disponibile esclusivamente online ed in forma totalmente gratuita.

## Oggi
Nel 2011 la Biblioteca dell'Università di Tubinga decise di trasformare IxTheo in una bibliografia di Teologia e Scienze Religiose più completa possibile. Con questa precisa finalità venne decisa nel 2013 la diretta catalogazione dei nuovi titoli nel catalogo unico del Südwestdeutschen Bibliotheksverbund (SWB) Südwestdeutscher Bibliotheksverbund. Parallelamente venne accuratamente preparata e nel marzo 2016 conclusa la migrazione di circa 550.000 titoli dalla iniziale bancadati nel suddetto catalogo unico .
Dal 2015 IxTheo viene constamente aggiornato e modernizzato nell'ambito del progetto Fachinformationsdienstes (FID) Theologie del Deutsche Forschungsgemeinschaft (DFG).
Il nuovo IxTheo è oggi un motore di ricerca basato sul discovery tool open source VuFind. Per una precisa ricerca bibliografica tra più di 2.000.000 titoli sono a disposizione degli utenti diverse funzionalità. La ricerca inoltre può essere effettuata in nove lingue differenti: tedesco, inglese, francese, italiano, spagnolo, portoghese, greco, russo e cinese (tradizionale/semplificato).
Lo spoglio delle riviste avviene mediante un sistema semiautomatico che viene constamente aggiornato e perfezionato.

## Contenuti
IxTheo indicizza la letteratura scientifica internazionale relativa alla teologia cristiana ed ai rapporti storici e scientifici di quest'ultima con le altre religioni mondiali. Inoltre sono presenti in IxTheo un'ampia scelta di titoli relativi alle Scienze Religiose.
Le singoli discipline teologiche maggiormente presenti in IxTheo sono:
- Scienze Bibliche
- Storia della Chiesa
- Teologia storica
- Diritto ecclesiastico
- Teologia Sistematica
- Teologia Pratica

## Funzionalità
Le principali funzionalità di IxTheo sono:
- Ampia documentazione di monografie, articoli, recensioni, banchedati e contenuti digitali
- Assistenza per pubblicazioni Open Access mediante il sistema Open Journals System (OJS)
- Repository per pubblicazioni in Green Open Access
- Ricerche personalizzate
- Servizio di "Patron-Driven-Acquisition"
- Ricerca di passi biblici

## Cooperazioni
IxTheo coopera con altre biblioteche, bibliografie, casa editrici e comitati redazionali di riviste. Le più importanti cooperazioni sono:
- Katholisch-Theologische Fakultät Innsbruck (BILDI, KALDI, MIMESIS)
- Institut für Kanonisches Recht (IKR), Münster
- Zentrum für Augustinus-Forschung  an der Julius-Maximilians-Universität Würzburg (ZAF), Würzburg
- Erzbischöfliche Diözesan- und Dombibliothek Köln
- Landeskirchliche Zentralbibliothek Stuttgart
- De Gruyter
- Brill
- Mohr-Siebeck